# 西翁院
西翁院（さいおういん）は、京都府京都市左京区にある浄土宗の寺院。同宗大本山金戒光明寺の塔頭の1つで、天正12年（1584年）に、茶人・藤村庸軒の祖父、源兵衛が創建。通称「よどみの寺」。一般公開はされていない。

## 歴史
天正12年に、茶人藤村庸軒の祖父・源兵衛が創建。開山は光誉清玄。

## 建造物

### 本堂
創建時のものである。本尊は阿弥陀如来。

### 書院
江戸時代後期のものである。

### 茶室 澱看席
「よどみのせき」と読み、藤村庸軒が1685年か1686年ころに建てたといわれている。または「淀見の茶席」、茶室南面の窓から淀川が見えたのでこの名がついたが、正式には金戒光明寺の山号にちなみ、紫雲庵と称する。また、庸軒の別号にちなみ、反古庵とも称する。
重要文化財である。

## 文化財

### 重要文化財
- 西翁院茶室[7]

## アクセス
- 京都市営地下鉄東西線東山駅下車 徒歩数十分